# Програма підготовки презентацій
Програма підготовки презентацій — комп'ютерна програма, яка використовується для створення, редагування та показу презентацій на проекторі на великому екрані. Програма підготовки презентацій дозволяють створювати слайди (кадри) презентації та наповнювати їх вмістом, налаштовувати зовнішній вигляд презентації та можливі візуальні та анімаційні ефекти. Створювана презентація може включати в себе елементи інтерактивності, такі як кнопки для переміщення між слайдами та посилання на вебсторінки. Програми для створення мультимедійних презентацій дозволяють використовувати в презентації не тільки текстові та графічні зображення, а й аудіо- і відеоелементи.

## Окремі застосунки
- Apple iWork Keynote
- Google Презентації
- LibreOffice Impress - входить до складу вільного офісного пакету LibreOffice.
- Microsoft PowerPoint
- OpenOffice.org Impress
- Emaze
- Prezi
- ProPresenter
- Selvery
- Stages (програма)
- SoftMaker Presentations